# Degerö-Stormyr
Degerö-Stormyr är ett naturreservat i Vindelns kommun i Västerbottens län.
Området är naturskyddat sedan 1997 och är 115 hektar stort. Reservatet omfattar tre stora myrar  med myrholmar bevuxna med äldre tallskog.